# Médiathèque la Mémo
La médiathèque la Mémo d’Oullins-Pierre-Bénite est une médiathèque inaugurée le  6 novembre 2010  en présence de Camille Jourdy.

## Localisation
La médiathèque est située dans le centre-ville de l’ancienne commune d’Oullins, ouverte vers l’est sur la gare voisine.

## Historique
La première trace d'une bibliothèque publique à Oullins date de 1868 lorsque François-Barthélémy Arlès-Dufour, notable de la ville, ouvre un lieu qu'il nomme "bibliothèque populaire".

## Architecture du bâtiment
Conçue par le cabinet d’architectes Gautier-Conquet, elle est la lauréate du prix Marianne d’Or de l’architecture 2011.
Elle est composée de trois niveaux :
- Rez de chaussée : Journaux et revues, espace numérique et jeux vidéo, jeux société.  Une console de jeu vidéo est disponible à l'espace numérique.
- 1er étage : livres de fictions (romans, bandes dessinées...), espace petite enfance.
- 2ème étage : livres documentaires avec salle de travail, espace Images et son (DVD, livres-CD musicaux avec espace d'écoute et de viosnnage sur place).

## Vie et collections
La bibliothèque propose plus de 58 000 documents dont des livres, des revues, des livres-CD et CD audio, des films en format DVD / Blu Ray ainsi que des jeux vidéo.
La bibliothèque dispose d’un fonds patrimonial (consultation sur place sur demande) et d’un fonds local (2e étage).